# 懷特岩
懷特岩（英語：Whit Rock），是南極洲的岩石，位於葛拉漢地的葛拉漢海岸，在1957年由阿根廷政府繪入地圖，在1959年由英國南極名稱諮詢委員會命名，現時由南極條約體系管理。